# Manoir de Fontbruno
Le manoir de Font Bruno est un manoir situé au hameau de Font Bruno, à Escoussens, dans le Tarn, en région Occitanie (France).

## Historique
Au début du XVIe siècle, les Chartreux de la chartreuse Notre-Dame-de-Bellevue de Saïx reçoivent en don la seigneurie d'Escoussens. Ils installent alors un domaine au hameau de Font Bruno. Les granges cartusiennes de Font Bruno y sont construites.
Pendant la Révolution française, en 1788, un certain P.J Ladès, inspecteur des Subsistances Militaires à Carcassonne, rachète le domaine comme bien national et en fait sa résidence principale. C'est lui qui fait construire le manoir actuel qui date donc du début du XIXe siècle. Néanmoins, celui-ci est construit sur les bases d'une construction plus anciennes, ce qu'indique par exemple la date de 1666 gravée sur les caves voûtées du manoir. De plus, lorsque P.J Ladès rachète le domaine, le bail est passé dans un lieu décrit comme le "château de Fontbruno", ce qui confirme la présence d'une imposante bâtisse sur les lieux avant celle qu'il a lui-même élevée.
Une chapelle dédiée à Notre-Dame est accolée au manoir, après le rachat du domaine par la famille marseillaise d'Auban en 1786. En 1965, le conseil général du Lot se porte acquéreur des terres, où il installe une colonie de vacances. L'ensemble du domaine est aujourd'hui privé et reconverti en chambres d'hôtes, et les granges cartusiennes sont inscrites monuments historiques en 1988. 

## Architecture
Le manoir de Font Bruno possède encore des fenêtres en arc segmentaire mouluré, ce qui permet de les dater du début du XVIIIe siècle. Les autres ouvertures sont soit des oculus en grès, soit des baies en demi-cercle. L'édifice présente un plan en U, avec deux tours carrées en avancée, qui encadrent un massif escalier en fer à cheval. L'intérieur de la bâtisse, réaménagé au XXe siècle, possède maintenant des portes à vitraux. 
L'escalier et l'entrée font face à un petit étang.